# Manuel Hagel

Manuel Hagel (2022)

Manuel Hagel (* 1. Mai 1988 in Ehingen (Donau)) ist ein deutscher Politiker (CDU). Seit 2021 ist er Fraktionsvorsitzender der CDU im Landtag von Baden-Württemberg, dem er seit 2016 angehört. Seit 2023 ist er Vorsitzender der CDU/CSU-Fraktionsvorsitzendenkonferenz. Von 2016 bis 2021 war er Generalsekretär der CDU Baden-Württemberg und ist seit 2023 deren Landesvorsitzender. Er ist Spitzenkandidat seiner Partei für die Landtagswahl in Baden-Württemberg 2026.

## Leben
Hagel besuchte die Realschule in seiner Geburtsstadt Ehingen und erlangte 2005 die Mittlere Reife. Von 2005 bis 2008 absolvierte er eine Ausbildung zum Bankkaufmann bei der Sparkasse Ulm, anschließend arbeitete er bis 2009 als Privatkundenberater in Blaubeuren. Zwischen 2009 und 2014 war er Geschäftsstellenleiter bei der Sparkasse Ulm in Gerhausen und ab 2011 zusätzlich stellvertretender Filialdirektor in Blaubeuren. Von 2014 bis zu seinem Einzug in den Landtag von Baden-Württemberg im Jahr 2016 war er Filialdirektor in Ehingen.
Parallel dazu schloss Hagel 2009 eine Weiterbildung zum Bankfachwirt und schließlich von 2010 bis 2011 zum Bankbetriebswirt an der Sparkassenakademie Baden-Württemberg in Neuhausen auf den Fildern ab. Im Jahre 2014 erwarb er den Titel des diplomierten Bankbetriebswirtes an der Frankfurt School of Finance & Management.
Hagel ist römisch-katholisch, verheiratet und Vater dreier Söhne. In Ehingen engagiert er sich in den Stiftungsräten der Bürgerstiftung Ehingen und der Ernst-und-Anna-Rumler-Stiftung Ehingen. Er ist Mitglied der Narrenzunft Spritzenmuck, der historischen Bürgerwache sowie der Jägervereinigung.

## Politik

### Partei
Hagel trat 2006 der CDU bei, seit 2010 ist er Mitglied des Kreisvorstandes der CDU Alb-Donau-Ulm und war von Oktober 2019 bis Dezember 2023 Vorsitzender dieses CDU-Kreisverbandes. Der Kreisverband Alb-Donau-Ulm zählt mit 1.800 Mitgliedern zu einem der größten Kreisverbände der CDU in Baden-Württemberg. 
Von 2010 bis 2013 war er Kreisvorsitzender der Jungen Union (JU) Alb-Donau-Ulm und von 2013 bis 2014 Bezirksvorsitzender der JU Württemberg-Hohenzollern. Ab 2014 bis zu seiner Ernennung zum Generalsekretär der CDU Baden-Württemberg war er stellvertretender Landesvorsitzender der JU Baden-Württemberg, welche die größte politische Jugendorganisation in Baden-Württemberg ist. 
Beim Landesparteitag 2015 in Rust wurde Hagel erstmals in den CDU-Landesvorstand gewählt. Am 13. Juni 2016 folgte seine Wahl zum Generalsekretär der Südwest-Union. Im Zuge seiner Wahl zum Fraktionsvorsitzenden im Landtag legte er 2021 sein Amt als Generalsekretär des Landes-CDU nieder. In diesem Amt folgte ihm Isabell Huber nach. Zum Zeitpunkt seiner Wahl war Hagel mit nur 28 Jahren der jüngste Generalsekretär einer baden-württembergischen Partei jemals.
Beim Landesparteitag am 18. November 2023 in Reutlingen wurde Hagel mit 91,5 Prozent der Stimmen zum Landesvorsitzenden gewählt. Er folgte damit auf Thomas Strobl.

### Kommunalpolitik
Hagel gehört seit der Kommunalwahl 2009 dem Gemeinderat von Ehingen an. Dort war er von 2014 bis 2020 Fraktionsvorsitzender der CDU, die die absolute Mehrheit stellt. Unter Hagel als Fraktionsvorsitzender konnte die CDU 2019 die absolute Mehrheit verteidigen. Bei der konstituierenden Sitzung des Gemeinderates 2019 wurde er parteiübergreifend einstimmig zum stellvertretenden Oberbürgermeister der Großen Kreisstadt Ehingen gewählt. Darüber hinaus ist er seit 2014 Mitglied des Kreistags des Alb-Donau-Kreises. Bei der Kommunalwahl 2024 wurde Hagel erneut in den Gemeinderat Ehingen sowie in den Kreistag gewählt.

### Im Landtag

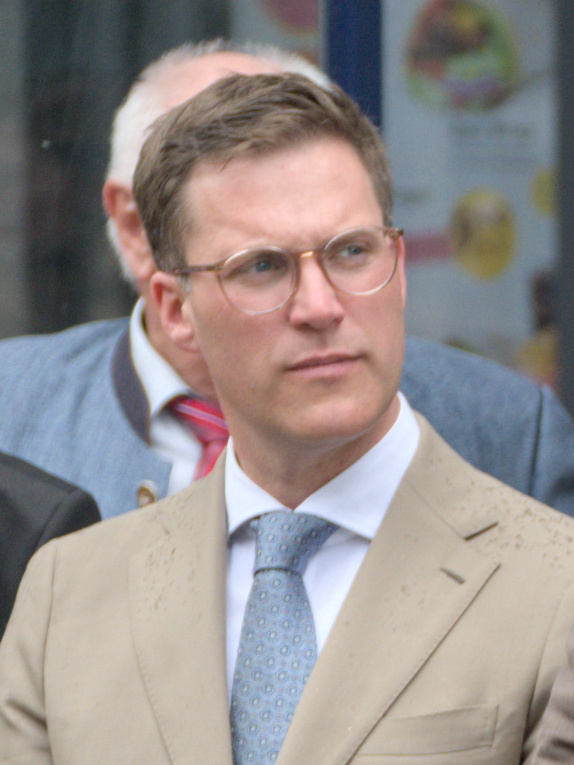
Hagel am Rande des Abschlussumzugs beim Deutschen Musikfest (2025)

Bei der Landtagswahl in Baden-Württemberg 2016 zog er mit 36,3 % der Stimmen im Wahlkreis Ehingen als direkt gewählter Abgeordneter in den Landtag von Baden-Württemberg ein. Er erzielte damit das beste Ergebnis eines direkt gewählten Abgeordneten der CDU in Baden-Württemberg bei der Wahl zum 16. Landtag. Hagel war Mitglied in den Ausschüssen Inneres, Digitalisierung und Migration und Ländlicher Raum und Verbraucherschutz.
Bei der Landtagswahl 2021 erreichte Hagel erneut den höchsten Stimmenanteil unter allen CDU-Wahlkreiskandidaten und zog mit 35,9 Prozent wieder in den Landtag ein.
Im Mai 2021 wurde Manuel Hagel zum Fraktionsvorsitzenden der CDU-Landtagsfraktion gewählt.
Im Juni 2023 wurde Manuel Hagel als Nachfolger von Thomas Kreuzer zum Vorsitzenden der CDU/CSU-Fraktionsvorsitzendenkonferenz gewählt.
Im Mai 2025 wurde Hagel zum Spitzenkandidaten der CDU für die Landtagswahl 2026 gewählt.
Im Falle seiner Wahl wäre Hagel mit Abstand der jüngste Ministerpräsident Deutschlands aller Zeiten. Eine Zeitungsumfrage ergab 2025, dass etwa jeder zehnte ihn als zu jung ansah, für die allermeisten Befragten ist sein Alter jedoch positiv oder gleichgültig.

### Positionen
2017 forderte Hagel, die Regelung zur doppelten Staatsangehörigkeit in Deutschland abzuschaffen. Er ist Verfasser des Papiers Wach auf CDU, mit dem er sich nach der Bundestagswahl 2017 von der Politik Angela Merkels distanzierte und eine heftige Debatte im baden-württembergischen Landesverband auslöste. Außerdem erstellte er die Schöntaler Erklärungen 2017, 2018 und 2019. Im April 2018 war er beim Treffen des Vereins Werteunion der Hauptredner.

## Auszeichnungen
In den Jahren 2016, 2017 und 2018 wurde Hagel vom Wirtschaftsmagazin Capital unter die Top 40 der Politiker unter 40 Jahren gewählt.